# Micropodarke dubia
Micropodarke dubia är en ringmaskart som först beskrevs av Hessle 1925.  Micropodarke dubia ingår i släktet Micropodarke och familjen Hesionidae. Inga underarter finns listade i Catalogue of Life.